# Andy Grammer
Andrew ("Andy") Grammer (Los Angeles, 3 december 1983) is een Amerikaanse singer-songwriter. Hij staat sinds 2010 onder contract bij S-Curve Records. Zijn debuutalbum kwam uit in 2011.

## Biografie

### Jeugdjaren
Grammer werd geboren in Los Angeles als zoon van de singer-songwriter Red Grammer. Hij groeide op in Chester (New York) en ging daar in de buurt naar de Monroe-Woodbury High School. Toen hij 20 was verliet hij de Binghamton University en keerde terug naar Los Angeles, waar hij nu nog steeds woont. In 2007 slaagde hij aan de California State University - Northridge.

### Muziekcarrière
Grammer begon als straatmuzikant op de Third Street Promenade in Santa Monica
 en trad later ook op in zalen en theaters. In juli 2009 werd hij ontdekt door Ben Singer en in april 2010 tekende hij een platencontract bij S-Curve Records.
In 2011 kwam zijn eerste single uit: Keep your head up, die in verschillende landen een bescheiden hitje werd. De videoclip hiervan, met daarin ook Rainn Wilson, was video van de week op iTunes en won een MTV's "O Music Award".
Zijn tweede single, Fine by me, werd een radiohit in de Verenigde Staten. Beide singles zijn afkomstig van zijn debuutalbum Andy Grammer, dat verscheen in juni 2011 en geproduceerd werd door Matt Wallace (van Maroon 5), Matt Radosevich, Dave Katz en Sam Hollander (van Gym Class Heroes). Het album verkocht goed en kwam op nummer 1 in de Top Heatseekers-lijst.
Grammer verzorgde in 2011 voorprogramma's tijdens tournees van de Plain White T's, Natasha Bedingfield en Colbie Caillat. In 2012 maakte hij zijn eerste eigen tournee.
In de zomer van 2014 verscheen Grammers tweede album, Magazines or novels. In de Verenigde Staten werd dit album bekroond met een gouden plaat. De singles Back home en Honey, I'm good waren eveneens succesvol. Zijn derde album The good parts (2017) verkocht minder goed, maar de hiervan afkomstige single Fresh eyes leverde Grammer wel opnieuw een grote hit op.
In 2019 bracht hij het album Naive uit met daarop het nummer Don't give up on me. Dit nummer werd gebruikt bij de beroemde film Five Feet Apart.

## Discografie

### Albums
| Album met eventuele hitnotering(en) in de Nederlandse Album Top 100 | Datum van verschijnen | Datum van binnenkomst | Hoogste positie | Aantal weken | Opmerkingen |
| ------------------------------------------------------------------- | --------------------- | --------------------- | --------------- | ------------ | ----------- |
| Andy Grammer                                                        | 14-06-2011            | -                     |                 |              |             |
| Magazines or novels                                                 | 05-08-2014            | -                     |                 |              |             |
| The good parts                                                      | 01-12-2017            | -                     |                 |              |             |
| Naive                                                               | 26-07-2019            | -                     |                 |              |             |

### Singles
| Single met eventuele hitnotering(en) in de Nederlandse Top 40 | Datum van verschijnen | Datum van binnenkomst | Hoogste positie | Aantal weken | Opmerkingen                  |
| ------------------------------------------------------------- | --------------------- | --------------------- | --------------- | ------------ | ---------------------------- |
| Keep your head up                                             | 2012                  | 11-08-2012            | tip4            | -            | Nr. 94 in de Single Top 100  |
| Fine by me                                                    | 2013                  | 16-02-2013            | tip9            | -            | Nr. 94 in de Single Top 100  |
| Back home                                                     | 2014                  | 15-11-2014            | tip1            | -            |                              |
| Honey, I'm good                                               | 2015                  | -                     |                 |              | Nr. 100 in de Single Top 100 |
| Fresh eyes                                                    | 2016                  | 19-11-2016            | tip2            | -            | Nr. 42 in de Single Top 100  |

| Single met hitnotering(en) in de Vlaamse Ultratop 50 | Datum van verschijnen | Datum van binnenkomst | Hoogste positie | Aantal weken | Opmerkingen                 |
| ---------------------------------------------------- | --------------------- | --------------------- | --------------- | ------------ | --------------------------- |
| Keep your head up                                    | 06-08-2012            | 06-10-2012            | 27              | 7            |                             |
| Fine by me                                           | 24-12-2012            | 02-03-2013            | 47              | 1            | Nr. 27 in de Radio 2 Top 30 |
| Miss me                                              | 01-04-2013            | 27-04-2013            | tip35           | -            |                             |
| Back home                                            | 01-09-2014            | 04-10-2014            | 17              | 8            |                             |
| Fresh eyes                                           | 29-07-2016            | 08-10-2016            | tip24           | -            |                             |
| I found you                                          | 12-07-2019            | -                     |                 |              |                             |

- Bibliothèque nationale de France: cb166280905 (data)
- Gemeinsame Normdatei: 1207515906
- International Standard Name Identifier: 0000 0003 8248 1284
- Library of Congress Control Number: no2011090772
- MusicBrainz: 9e60ea29-9607-4f7d-aa96-2092ef41f0d3
- Nationale Bibliotheek van Tsjechië: xx0204683
- Système universitaire de documentation: 165038543
- Virtual International Authority File: 264509874
- WorldCat: E39PBJkXq7dkx8vHj4gPrkjHmd